# 1900 en Italie
Chronologie de l'Italie
- 1896
- 1897
- 1898
- 1899
- 1900
- 1901
- 1902
- 1903
- 1904

## Événements
- 18 mai : face à une opposition croissante, le président du Conseil Luigi Pelloux demande au roi la dissolution de la Chambre[1].
- 3 et 10 juin : aux élections législatives, les socialistes (32 députés) et l’extrême gauche (95 députés) font des progrès considérables[2].
- 16 juin : début de la XXIe législature du royaume d'Italie[3].
- 18 juin : constatant l’échec de sa politique, Pelloux démissionne. Le roi confie la formation du gouvernement au sénateur Giuseppe Saracco le 24 juin[4].
- 13 juillet : Luigi Albertini (1871-1941) devient directeur du Corriere della Sera[5].
- 19 juillet : un corps expéditionnaire italien s’embarque à Naples pour la Chine où il participe à la répression de l’insurrection des Boxers[6].

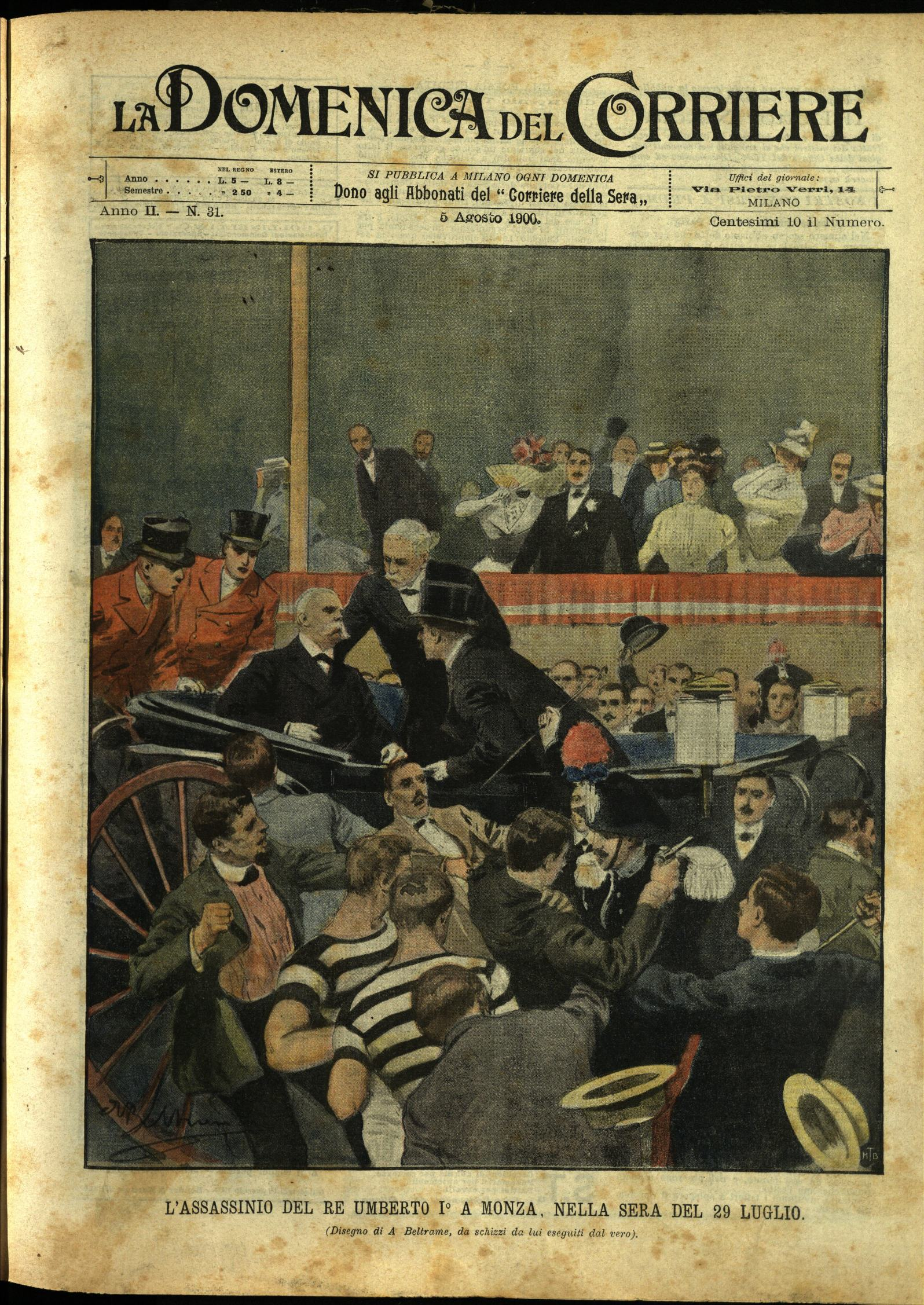
Page de couverture de La Domenica del Corriere du 5 août 1900, représentant le meurtre d'Umberto par Gaetano Bresci.

- 29 juillet : assassinat du roi Humbert Ier d'Italie à Monza par l’anarchiste Gaetano Bresci, venu des États-Unis, qui voulait venger les événements de Milan[7]. Avec l’accession de son fils Victor-Emmanuel (fin de règne en 1946), l’Italie entre dans une période de calme relatif après les émeutes sociales et les troubles politiques de 1898-1899.
- 29 août : condamnation de Gaetano Bresci à la peine de travaux forcés à perpétuité pour le régicide d'Humbert Ier[8]. Gaetano Bresci devient ainsi le premier européen auteur d'un régicide à ne pas être condamné à la peine de mort, officiellement abolie.
- 8-11 septembre : VIe congrès du parti socialiste à Rome[9].
- 20 septembre : le pape Léon XIII dissout officiellement les États pontificaux[10].
- 14 décembre : Emilio Visconti-Venosta, ministre des Affaires étrangères et Camille Barrère, ambassadeur de France à Rome, échangent des lettres qui reconnaissent les aspirations italiennes sur la Tripolitaine[11].
- 20 décembre : le préfet de Gênes Camillo Garroni ayant fermé la chambre du travail, les ouvriers du port et des chantiers proclament la grève générale. Giuseppe Saracco révoque la décision du préfet et doit soutenir un difficile débat à la Chambre à cause de son attitude incertaine et contradictoire. La grève prend fin le 22[12],[13].

## Culture

### Opéras créés en 1900
- 14 janvier : Tosca, opéra de Giacomo Puccini, créé au Teatro Costanzi de Rome.

## Naissances en 1900
- 11 mars : Alfredo Dinale, coureur cycliste sur piste, champion olympique de poursuite par équipes aux Jeux olympiques de 1924 à Paris. († 3 décembre 1976)
- 24 mai : Eduardo De Filippo, dramaturge, poète, acteur, réalisateur et scénariste. († 31 octobre 1984)
- 11 novembre : Aurelio Menegazzi, coureur cycliste sur piste, champion olympique de poursuite par équipes aux Jeux olympiques de 1924 à Paris. († 23 novembre 1979)

## Décès en 1900
- 18 janvier : Domenico Farini, 65 ans, homme politique, président de la chambre des députés (de 1878 à 1884), puis du sénat (de 1887 à 1898) du Royaume d'Italie. (° 2 juillet 1834)
- 22 janvier : Francesco Ferrara, 89 ans, économiste, journaliste et homme politique, qui fut député, puis sénateur du royaume d'Italie et ministre des finances. (° 7 décembre 1810)
- 30 janvier : Vittorio Bersezio, 71 ans, écrivain, journaliste, critique littéraire et homme politique, député du royaume d'Italie de 1865 à  1870. (° 22 mars 1828)
- 26 mars : Camillo Mazzella, 67 ans, prêtre jésuite, théologien, professeur à l'université grégorienne et cofondateur de la première faculté de théologie aux États-Unis, créé cardinal en 1886 par le pape Léon XIII. (° 10 février 1833)
- 29 juillet : Humbert de Savoie, 56 ans, roi d'Italie de 1878 à 1900. (° 14 mars 1844)
- 2 décembre : Consalvo Carelli, 82 ans, peintre. (° 29 mars 1818)
- 13 décembre : Gabriele Carelli, 79 ans, peintre de vedute, qui réalisa de nombreuses aquarelles orientalistes au cours de ses voyages au Proche-Orient et en Afrique du Nord. (° 1821)